# یونان کهن
یونان کهن (انگلیسی: Archaic Greece) عنوان دوره‌ای ماندگار در تاریخ یونان از قرن هشتم پیش از میلاد تا زمان دومین تهاجم ایرانیان به یونان در تاریخ ۴۸۰ قبل از میلاد می‌باشد که بخشی از جنگ‌های ایران و یونان را شامل می‌گردد. این دوره که مقطعی مابین اعصار تاریک یونان و یونان کلاسیک می‌باشد، شاهد افزایش ناگهانی و عظیم جمعیت بود و به دنبال آن دارای یک سری تغییرات قابل توجهی بود که جهان یونانی را در پایان قرن هشتم و آغاز قرنی نوین قرار داد. به گفتهٔ آنتونی اسنادگراس، دورهٔ کهن در یونان باستان توسط دو انقلاب در همان زمان محدود گردید، یکی از آنها به عنوان انقلاب ساختاری تلقی می‌گردد که نقشهٔ سیاسی جهان یونانی را متغیر ساخت و باعث استقرار واژه پولیس یا همان شهر گردید (شهرنشینی)، از مشخصات بارز این تحول انقلابی تأسیس ایالت‌شهرها بود که با انقلاب فکری دوره کلاسیک به پایان رسید.
دورهٔ کهن در یونان شاهد پدیدهٔ گسترش سیاست یونانی، اقتصاد، روابط بین‌الملل، جنگ و فرهنگ بود که زمینه‌ساز دورهٔ کلاسیک یونان بود. دو مبحث سیاسی و فرهنگی در دورهٔ کهن الفبای توسعه یونان گردید که نخستین ادبیات یونانی شکل گرفته، نشات گرفته از همان زمان بود.

## نگارخانه

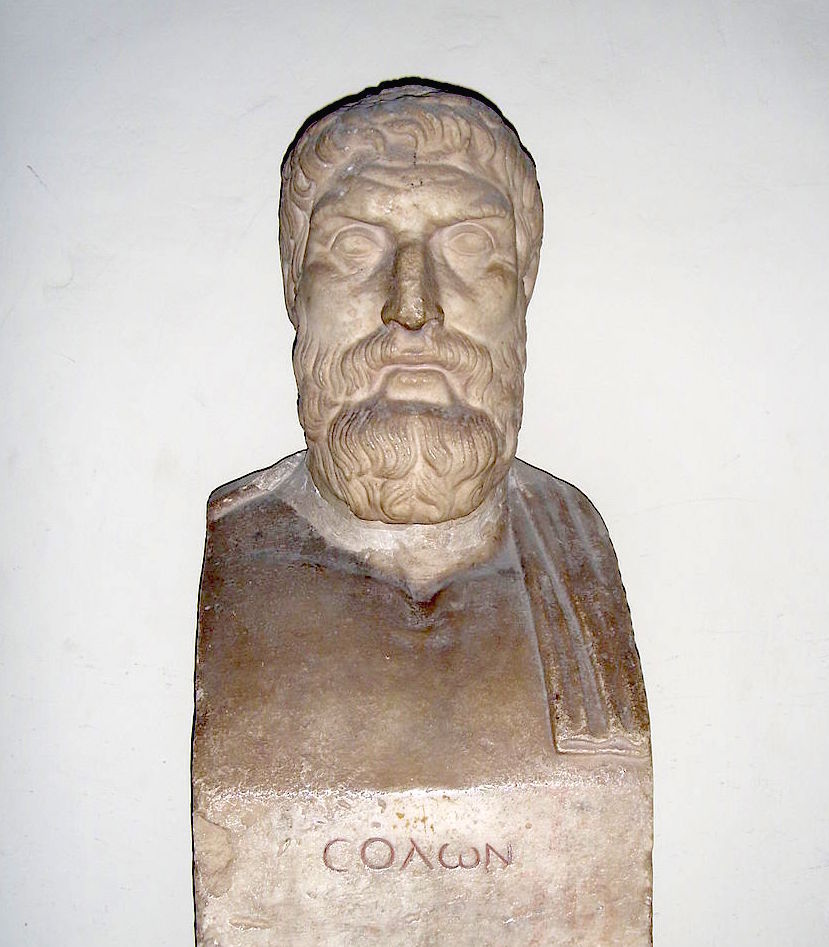
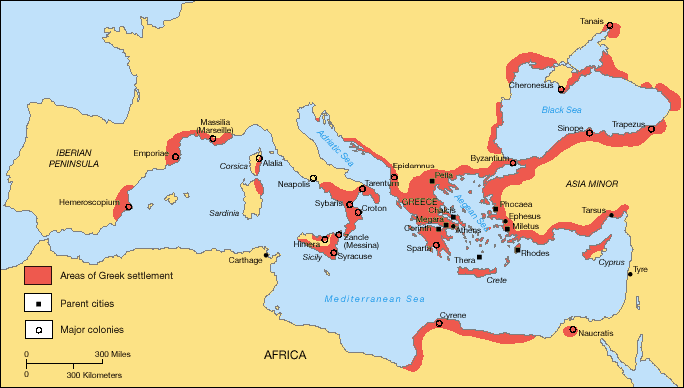
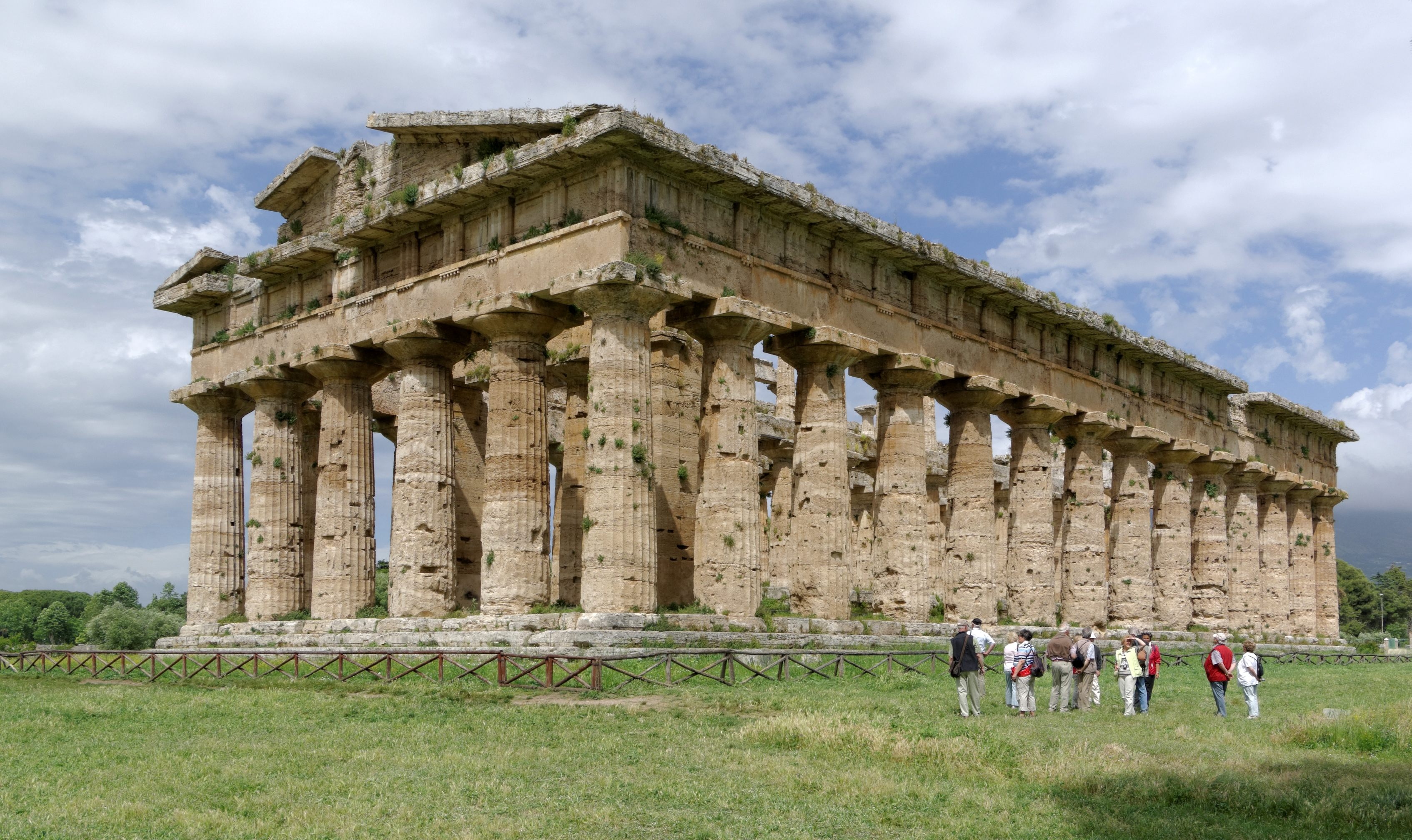
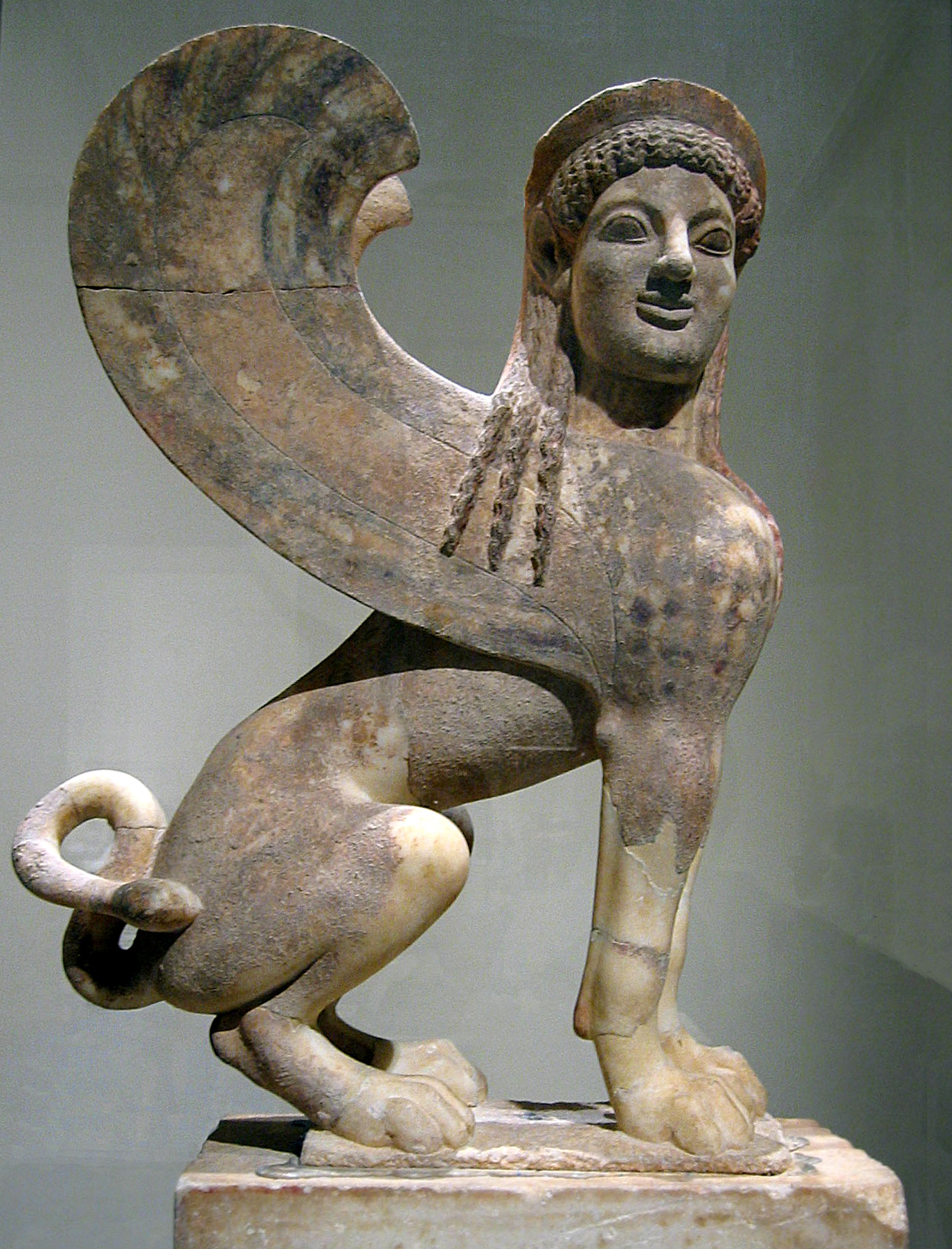
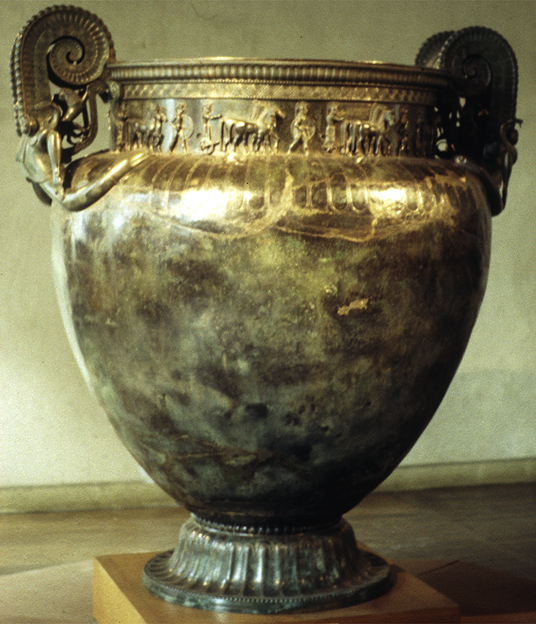
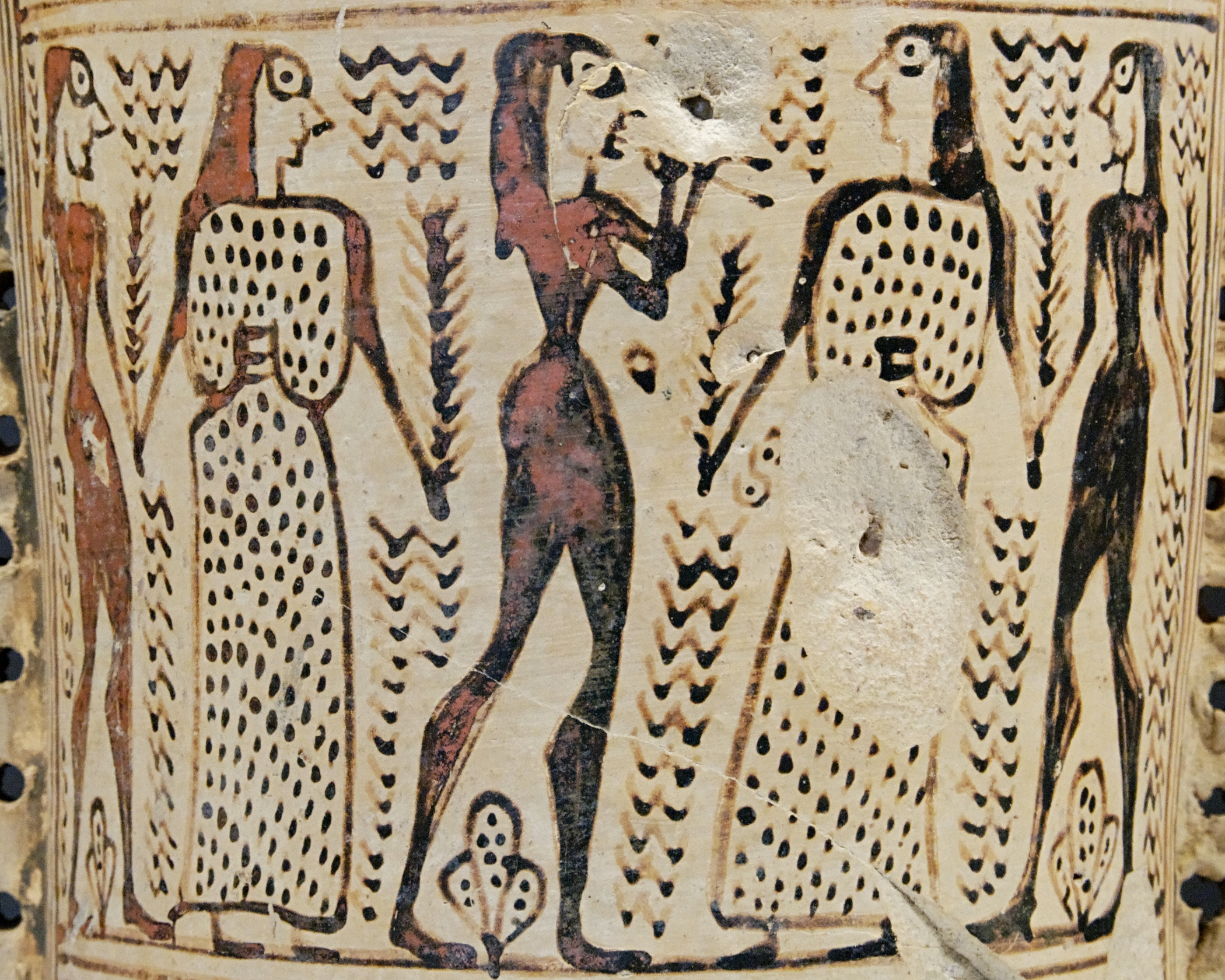
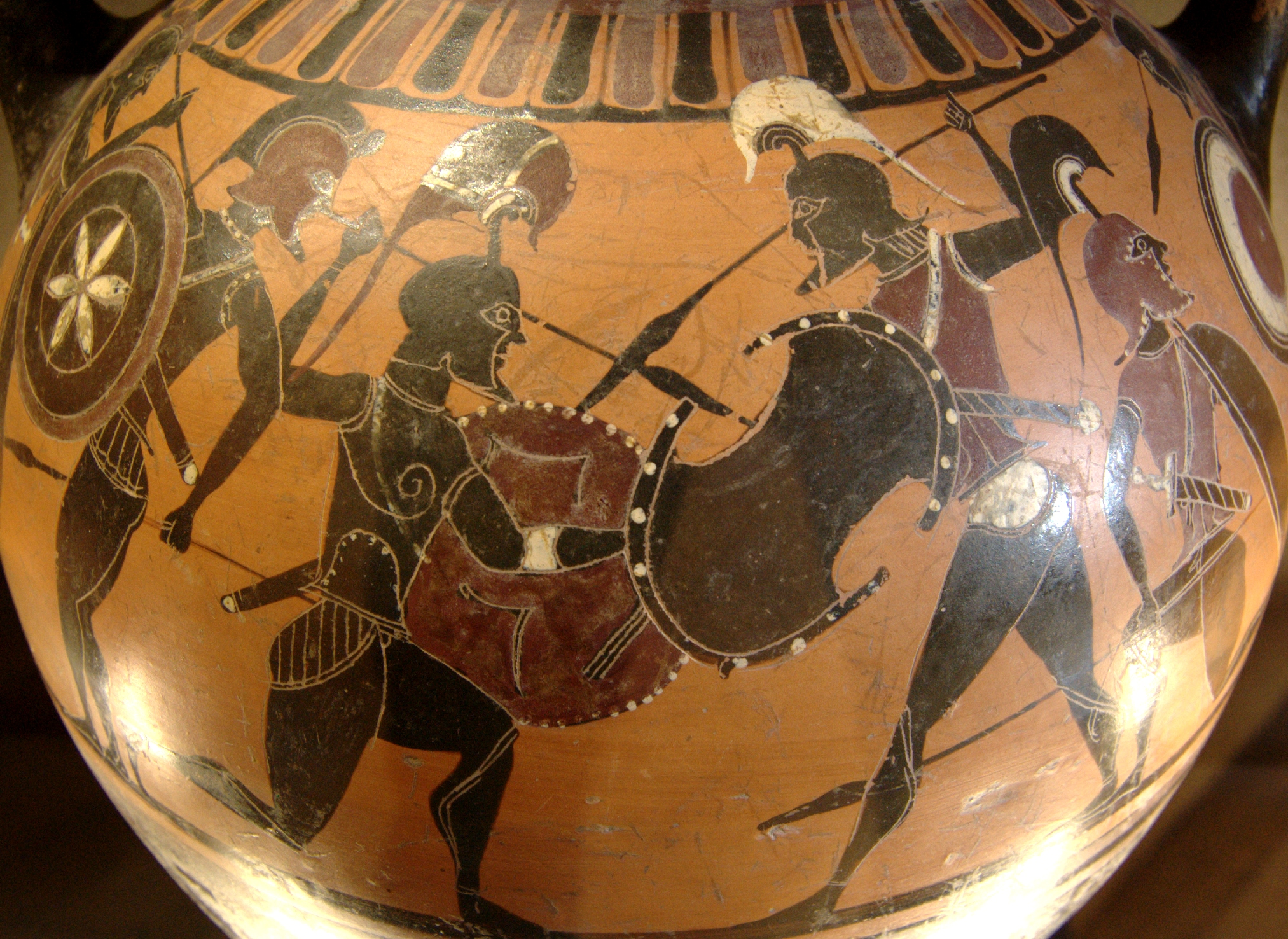
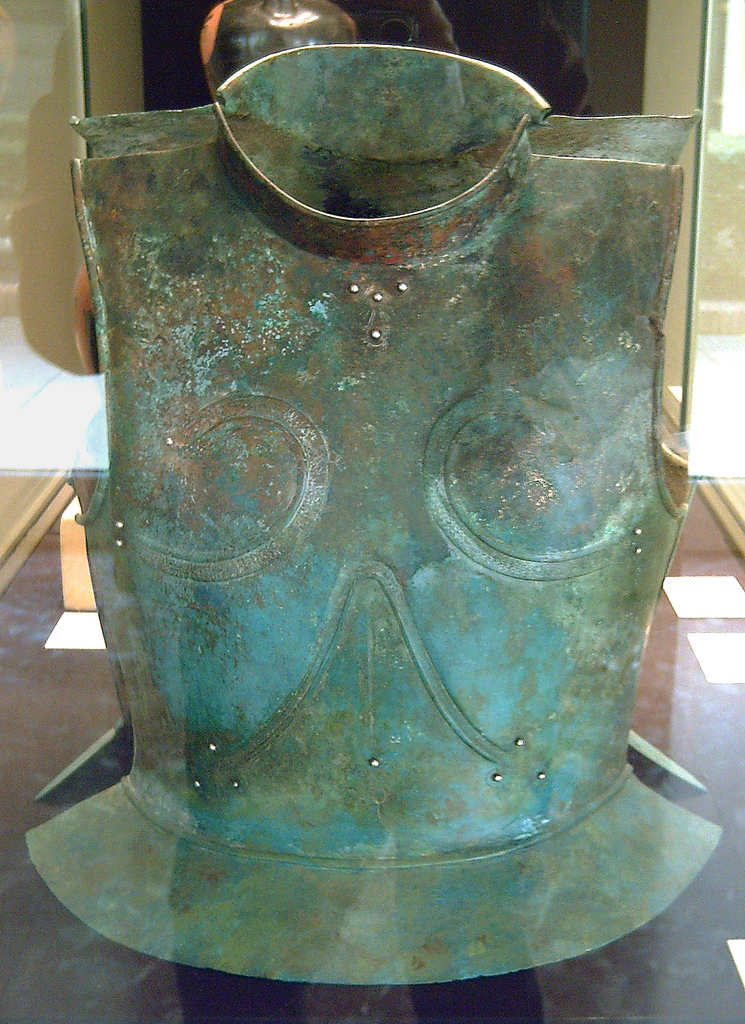
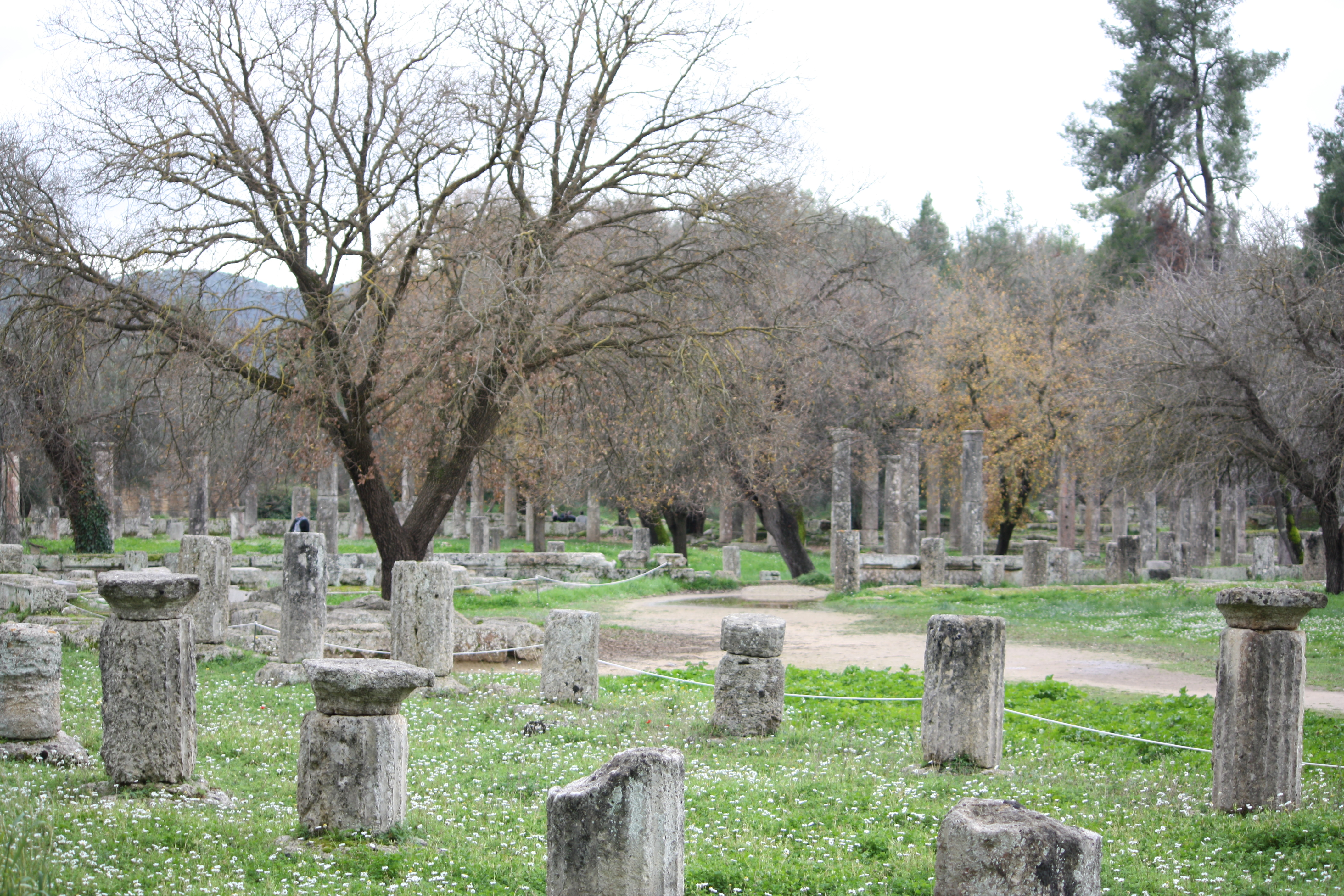